# FV Wannsee
FV Wannsee is een Duitse voetbalclub uit het Berlijnse stadsdeel Berlin-Wannsee. De club ontstond in 1991 door een fusie tussen VfL Schöneberg 1930 en SpVgg Schöneberg 1913.

## Geschiedenis
Op 8 maart 1896 werd de  turnclub MTV Wannsee 1896 opgericht. Deze fuseerde op 27 april 1935 met SC Wannsee tot TuS Wannsee'. Na de Tweede Wereldoorlog werden alle Duitse voetbalclubs ontbonden. De club werd pas in 1950 heropgericht. In 1965 promoveerde de club voor het eerst naar de Amateurliga Berlin, op dat moment de derde klasse in Duitsland. De club eindigde de volgende jaren in de betere middenmoot en subtop en werd in 1969 zelfs kampioen. De club nam dat jaar ook deel aan het Duits amateurvoetbalkampioenschap, maar verloor met zware cijfers van SV Göppingen. Na twee seizoenen in de middenmoot van de Regionalliga volgde in 1972 een degradatie.
Door de invoering van de 2. Bundesliga in 1974 slaagde de club er niet in om zich te plaatsen voor het volgende seizoen en belandde in de vierde klasse. In 1971 was de voetbalafdeling reeds zelfstandig geworden als FV Wannsee, maar speelde tot 1980 nog onder de naam TuS Wannsee.
In de jaren tachtig was de club helemaal weggezaakt naar de Kreisliga B, de op een na laagste klasse. In 1987 kwam TuS Makkabi Berlin in de financiële problemen en werd besloten om te stoppen met hun voetbalafdeling, de voetbalafdeling fuseerde met Wannsee en deze club nam de plaats in de Landesliga (vierde klasse), over. In 1991 werd de club kampioen en plaatste zich zo voor de nieuwe Oberliga Nordost, die ingevoerd werd na de hereniging van Duitsland. De club degradeerde echter na één seizoen weer. De volgende drie jaar speelde de club nog in de Berlin-Liga en degradeerde dan. In 1997 keerden een aantal leden terug naar Makkabi Berlin, dat terug met een voetbalafdeling begon. De club zonk nu weg in de anonimiteit.
Staffel 1:
Adlershofer BC 08 ·
SV Adler Berlin ·
Sport-Union Berlin ·
Tennis Borussia Berlin II ·
Fortuna Biesdorf II ·
SG Blankenburg ·
SC Charlottenburg II ·
Friedrichshagener SV ·
SC Gatow ·
Grünauer BC 1917 ·
Köpenicker FC II ·
Lichtenrader BC 25 ·
1. FC Lübars ·
Stern Marienfelde II ·
Pfeffersport ·
SSC Teutonia 99 II

Staffel 2:
FC Amed ·
Anadoluspor Berlin ·
SV Blau-Gelb Berlin ·
VfB Berlin 1911 ·
FC Brandenburg 03 ·
SF Charlottenburg-Wilmersdorf 03 ·
SFC Friedrichshain ·
BW Mahlsdorf Waldesruh ·
TuS Makkabi II ·
1. Traber FC Mariendorf ·
Borussia Pankow ·
FC Spandau 06 ·
SC Schwarz-Weiß Spandau ·
Union 06 ·
Weißenseer FC ·
FC Concordia Wilhelmsruh

Staffel 3:
SV Bosna Berlin ·
Croatia Berlin II ·
Meteor Berlin II ·
BSV Heinersdorf ·
SF Johannisthal II ·
Sparta Lichtenberg II ·
SV Lichtenberg 47 II ·
Grün-Weiss Neukölln ·
VfB-Einheit zu Pankow ·
Rotation Prenzlauer Berg ·
BSC Rehberge ·
1. FC Schöneberg ·
Blau-Weiss Spandau ·
Staaken II ·
BSC Eintracht Südring ·
FV Wannsee